# 팔라완과일박쥐
팔라완과일박쥐(Acerodon leucotis)는 큰박쥐과에 속하는 박쥐의 일종이다. 필리핀 팔라완주와 발라박섬, 부수앙가섬의 숲에서 발견된다. 국제 자연 보전 연맹(IUCN)이 취약종으로 분류하고 있으며, 사냥과 서식지 감소로 개체수가 감소 추세를 보이고 있다.

## 특징
팔라완과일박쥐의 몸길이는 22~25cm이고, 전완장은 13~16.5cm이다. 꼬리는 없다. 털과 날개는 갈색을 띤다. 날개에 연한 반점이 섞여 있기도 한다.

## 습성 및 생태
거의 모든 큰박쥐류처럼, 팔라완과일박쥐는 야행성 박쥐이다. 대부분의 근연종들과 달리, 눈에 띄게 큰 무리를 형성하여 생활하지 않는다. 무화과와 같은 과일을 먹는다. 수명은 최소한 5년 정도이다.

## 보전 상태
1990년 멸종위기에 처한 야생동식물종의 국제거래에 관한 협약(CITES) 부속서 II에 등재된 이래, 국제 자연 보전 연맹(IUCN)은 취약종으로 간주하고 있다. 가장 큰 위협은 사냥과 서식지 감소이다. 그리고 남아있는 숲 서식지 대부분이 미래에는 농장으로 바뀔 것으로 예상된다. 큰 무리를 지어 매달려 지내지 않고 둥지가 눈에 잘 뜨이지 않기 때문에 정확한 보전 상태를 결정하기 위한 적절한 조사 방법을 발견하기 어렵다는 사실이 증명되었지만 지난 15년동안 개체수의 30% 이상이 감소한 것으로 간주하고 있다.